# Nannophlebia amnosia
Nannophlebia amnosia is een libellensoort uit de familie van de korenbouten (Libellulidae), onderorde echte libellen (Anisoptera).
De wetenschappelijke naam Nannophlebia amnosia is voor het eerst geldig gepubliceerd in 1955 door Lieftinck.